# Alarmen går
Alarmen går är ett musikalbum med Jan Eggum. Albumet lanserades som LP 1982 av skivbolaget Philips. Albumet återutgavs 1991 som CD.

## Låtlista
Sida 1
1. Alarmen går" – 2:34
2. "Toya" – 4:11
3. "Vest for Voss" – 4:21
4. "Johan" – 3:37
5. "Eg e god nok" – 4:00
6. "Kald som is" – 3:13
7. "Ka ska vi tro på" – 4:44

Sida 2
1. "Små damer" – 3:47
2. "Føle" – 4:09
3. "Sang til Frida" – 3:06
4. "Naturen synger" – 3:58
5. "Bare nerver" – 3:33
6. "Du gamle gitar" – 2:19
7. "Eg vil ikkje vente" – 4:15

- Alla låtar skrivna av Jan Eggum.

## Medverkande
Musiker
- Jan Eggum – sång, gitarr, basgitarr, piano, synthesizer, körsång, arrangement
- Trygve Thue – gitarr, basgitarr, synthesizer, ljudeffekter, körsång, arrangement
- Magne Lunde – trummor
- Gunnar Bjelland – synthesizer (på "Alarmen går")
- Edvard Askeland – basgitarr (på "Ka ska vi tro på", "Små damer", "Føle", "Sang til Frida", "Naturen synger", "Bare nerver" och "Eg vil ikkje vente")
- Lasse Hafreager – piano (på "Ka ska vi tro på" och "Eg vil ikkje vente")
- Jan Kåre Hystad – altsaxofon (på "Eg e god nok", "Føle"), klarinett (på "Ka ska vi tro på")
- Arne Hjortland – trumpet (på "Naturen synger"), trumpet, flygelhorn (på "Eg vil ikkje vente")
- Steinar Brenna – saxofon (på "Naturen synger" och "Eg vil ikkje vente")
- Pjokken Eide – trombon, arrangement (på "Naturen synger" och "Eg vil ikkje vente")
- Ronny Skaar, Jon Bertil Myklebust – körsång (på "Toya", "Vest for Voss", "Johan", "Ka ska vi tro på", "Små damer", "Føle", "Naturen synger" och "Eg vil ikkje vente")
- Jon Severud – körsång (på "Eg vil ikkje vente")

Produktion
- Trygve Thue – musikproducent, ljudtekniker
- Art-Aid – omslagsdesign, omslagskonst
- John Lerskau – foto